# Me'etu'upaki
Me'etu'upaki é uma antiga dança de Tonga, executada em grupo, já relatada pelos primeiros navegadores europeus como o capitão James Cook. Esta dança tem sido tradicionalmente concebida para os homens, embora as mulheres possam participar, se não houver homens suficientes.
No desempenho dessa dança são utilizados três instrumentos musicais: tambor fali, utete e matracas. O suporte de voz é fornecido por um grupo de homens e mulheres que se sentam na frente de uma bailarina, a personagem principal da dança. No passado, a dança me'etu'upaki era realizada apenas durante os grandes eventos de importância nacional. Atualmente, essa dança é realizada com mais frequências nas aldeias.